# Abdulkadir Bitigen
Abdulkadir Bitigen (Kayseri, 12 februari 1983) is een Turks voetbalscheidsrechter. Hij is in dienst van FIFA en UEFA sinds 2021. Ook leidt hij sinds 2014 wedstrijden in de Süper Lig.
Op 30 augustus 2014 leidde Bitigen zijn eerste wedstrijd in de Turkse nationale competitie. Tijdens het duel tussen Eskişehirspor en Konyaspor (2–1) trok de leidsman driemaal de gele kaart. In Europees verband debuteerde hij op 8 juli 2021 tijdens een wedstrijd tussen Velež Mostar en Coleraine in de eerste voorronde van de UEFA Europa Conference League; het eindigde in 2–1 en Bitigen trok vijfmaal een gele en eenmaal een rode kaart. Zijn eerste interland floot hij op 5 juni 2021, toen Niger met 0–2 verloor van Gambia door doelpunten van Ablie Jallow en Muhammed Badamosi. Tijdens dit duel hield Bitigen zijn kaarten op zak.

## Interlands
| Datum           | Plaats             | Wedstrijd               | Uitslag | Competitie           | Kreeg geel | Kreeg voor de tweede keer geel en dus rood | Weggestuurd |
| --------------- | ------------------ | ----------------------- | ------- | -------------------- | ---------- | ------------------------------------------ | ----------- |
| 5 juni 2021     | Manavgat, Turkije  | Niger – Gambia          | 0 – 2   | Vriendschappelijk    | 0          | 0                                          | 0           |
| 21 januari 2022 | Boztepe, Turkije   | Zuid-Korea – Moldavië   | 4 – 0   | Vriendschappelijk    | 2          | 0                                          | 0           |
| 16 oktober 2023 | Reykjavík, IJsland | IJsland – Liechtenstein | 4 – 0   | EK 2024 kwalificatie | 3          | 0                                          | 0           |

Laatst bijgewerkt op 19 oktober 2023.